# Ľubomír Mati
Ľubomír Mati (* 9. března 1975) je bývalý slovenský fotbalista, útočník. 

## Fotbalová kariéra
V české lize hrál za FK Jablonec 97. Nastoupil v 6 ligových utkáních. V Poháru vítězů pohárů nastoupil ve 2 utkáních. Ve slovenské lize hrál za FC Chemlon Humenné, FK Dukla Banská Bystrica, FK Ozeta Dukla Trenčín, FC Tatran Prešov a 1. FC Košice. 

## Ligová bilance
| Ročník                                | Zápasy | Góly | Klub                     |
| ------------------------------------- | ------ | ---- | ------------------------ |
| 1. slovenská fotbalová liga 1995/1996 | -      | -    | FC Chemlon Humenné       |
| 1. slovenská fotbalová liga 1996/1997 | -      | -    | FC Chemlon Humenné       |
| 1. slovenská fotbalová liga 1996/1997 | -      | -    | FK Dukla Banská Bystrica |
| Mars superliga 1997/1998              | -      | -    | HFC Humenné              |
| Mars superliga 1998/1999              | -      | -    | FK Ozeta Dukla Trenčín   |
| Mars superliga 1998/1999              | -      | -    | HFC Humenné              |
| Gambrinus liga 1999/2000              | 6      | 0    | FK Jablonec 97           |
| Mars superliga 2000/2001              | -      | -    | FK Ozeta Dukla Trenčín   |
| Mars superliga 2001/2002              | -      | -    | FC Tatran Prešov         |
| 1. slovenská fotbalová liga 2002/2003 | -      | -    | 1. FC Košice             |
| CELKEM 1. česká liga                  | 6      | 0    |                          |